# Chronologie de Nancy

Les armoiries de Nancy, qui reprennent les armoiries de ses anciens souverains, tels que les ducs de Lorraine.

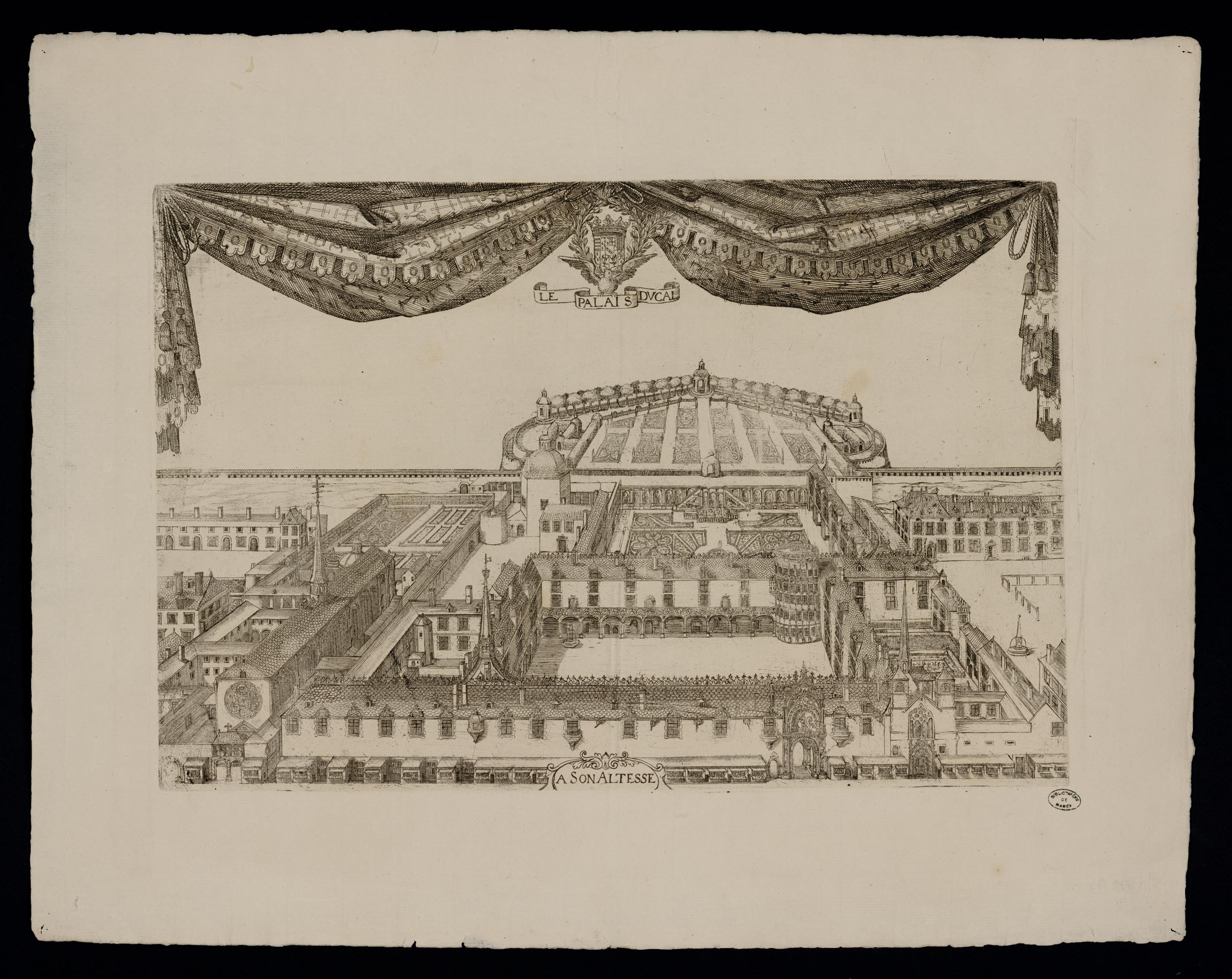
Gravure du complexe du palais ducal, 1664.

L'histoire de Nancy, capitale de la Lorraine, remonte à au moins 800 avant J.-C., avec les premiers signes d'implantation humaine dans la région. Les premiers colons ont probablement été attirés par le minerai de fer facilement exploitable et par un gué sur la Meurthe. Une petite ville fortifiée appelée Nanciacum (Nancy) a été construite par Gérard, duc de Lorraine, vers 1050. 

## Avant leXIXesiècle
- 1140 : Construction de la Tour de la Commanderie Saint-Jean-du-Vieil-Aître (tour, plus ancien bâtiment de Nancy).
- 1228 : Incendie du château[1].
- 1382 : Construction de la porte de la Craffe[1].
- 1476 : Charles de Bourgogne au pouvoir[1].
- 1477 : 5 janvier : Bataille de Nancy ; René II, duc de Lorraine à nouveau au pouvoir[2].
- 1487 : Construction de l'église des Cordeliers à Nancy[2].
- 1496 : Début de la construction du Palais des Ducs de Lorraine[1].
- 1633 : La ville est « prise par les Français »[2],[1].
- 1690 : Léopold, duc de Lorraine au pouvoir[1].
- 1731 : Construction de l'église Saint-Sébastien de Nancy[1].
- 1736 : Stanisław Leszczyński devient duc de Lorraine[2].
- 1750 : Fondation de la Société royale des sciences et des lettres de Nancy[3] et de la bibliothèque publique[4].
- 1753 : Construction du Palais du gouvernement de Nancy (date approximative).
- 1755 : Création de la place Stanislas.
- 1763 : Installation du grand orgue de la cathédrale de Nancy.
- 1766 : Nancy est rattachée à la France[2].
- 1777 : Création du diocèse catholique romain de Nancy[5].
- 1782 : Construction de la Chapelle de la Visitation de Nancy.
- 1784 : Construction de la Porte Désilles (arc).
- 1790
  - 31 août : Mutinerie militaire réprimée.
  - Nancy est rattachée à la souveraineté de la Meurthe[6].
- 1792 : Déplacement de la statue de Louis XV sur la place Stanislas[7].
- 1793 : Création du musée des Beaux-Arts de Nancy.
- 1798 : Début de la publication du Journal de la Meurthe.

## XIXesiècle

Plan de Nancy et ses environs en 1892.

- 1814-1815 : Nancy est occupée par les forces alliées pendant les guerres napoléoniennes[2].
- 1844 : Fondation du lycée Henri-Loritz.
- 1848 : Création du Musée Lorrain.
- 1852 : Ouverture du marché couvert de Nancy.
- 1856 : Construction de la gare de Nancy-Ville.
- 1859 : La Foire annuelle de Nancy est transférée sur le cours Léopold.
- 1870 : Nancy « mise à rançon par les Prussiens »[2].
- 1873 : La Société des Sciences de Nancy est active[8].
- 1874 : Construction de la basilique Saint-Epvre[2].
- 1879 : La statue de Thiers est érigée sur la place Thiers.
- 1884 : Fondation de l'Orchestre symphonique et lyrique de Nancy[9].
- 1886 : Population : 79,038[10].
- 1889 : Début de la parution du journal L'Est Républicain.

## XXesiècle
- 1909 : Construction de la Chambre de commerce et d'industrie de Meurthe-et-Moselle, rue Henri-Poincaré.
- 1911
  - Construction de la Brasserie Excelsior.
  - Population : 119,949[11].
- 1914 : Septembre : bataille du Grand Couronné[12].
- 1919 : L'Opéra est reconstruit.
- 1923 : Création du Comité Nancy-Paris.
- 1944 : Septembre : Bataille de Nancy.
- 1951 : Mariage de l'archiduc Otto von Habsburg-Lothringen, prince héritier d'Autriche-Hongrie et duc de Lorraine, avec la princesse Regina de Saxe-Meiningen, en l'église Saint-François-des-Cordeliers. Le mariage se déroule en présence de sa mère, l'impératrice Zita de Bourbon-Parme, et de la haute noblesse[13].
- 1964 : Ouverture du Musée de l'École de Nancy.
- 1970 : Création de l'Université Henri Poincaré, de l'Université Nancy 2 et de l'École d'architecture de Nancy[14].
- 1972 : L'Académie de Nancy-Metz est active.
- 1978 : Début du festival littéraire Livre sur la place.
- 1982 : Nancy fait partie de la région Lorraine.
- 1983 : André Rossinot devient maire.
- 1988 : Radio Caraïb Nancy commence à émettre.
- 1991
  - Ouverture de l'aéroport Metz-Nancy-Lorraine.
  - Une relation de ville jumelle est établie avec Cincinnati, aux États-Unis[15].
- 1996 : Début du Festival du film de chercheur de Nancy.

## XXIesiècle

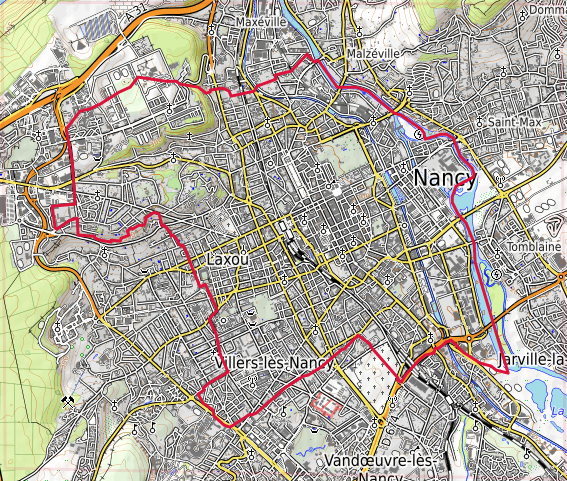
Plan de Nancy en 2020.

- 2005 : Ouverture du Kinepolis de Nancy (cinéma)[16].
- 2006 : Début du Teranga Festival.
- 2012 : Population : 105 067 habitants.
- Décembre 2012 : L'archiduc Christoph d'Autriche, fils de l'archiduc Carl Christian d'Autriche, se marie dans la basilique Saint-Epvre[17].
- 2014 : Laurent Hénart devient maire.
- 2016 : Nancy fait partie de la région Grand Est.